# Heterophyllium brevifolium
Heterophyllium brevifolium là một loài rêu trong họ Sematophyllaceae. Loài này được Dixon & Sakurai mô tả khoa học đầu tiên năm 1939.
Danh pháp khoa học của loài này chưa được làm sáng tỏ. 